# Gonyostomus
Gonyostomus is een geslacht van weekdieren uit de klasse van de Gastropoda (slakken).

## Soort
- Gonyostomus elinae Simone, 2016